# Neera
Cet article possède un paronyme, voir Nééra.
Neera est le pseudonyme d'Anna Zuccari, née à Milan le 7 mai 1846, morte en la même ville le 13 juillet 1918, est une écrivaine italienne.

## Biographie
Anna Zuccari naît dans une famille bourgeoise venue de Fermo. Elle perd sa mère, Maddalena Manusardi, alors qu'elle n'a que dix ans. Après des études élémentaires, elle s'installe dans la maison paternelle jusqu'à la mort de son père en 1866, circonstance qui la contraint à rallier Caravaggio auprès de ses neveux, où elle vit dans la précarité. En 1871, elle épouse le banquier Emilio Radius, dont elle a deux enfants, Adolfo, qui devient ingénieur, et Maria, qui épouse en 1898 l’éditeur et journaliste Guido Martinelli.
Retrouvant une situation économique familiale sereine à Milan, elle fréquente les cercles littéraires. Elle fait ses débuts d'auteur en 1875 en publiant des nouvelles dans les revues littéraires importantes à l'époque, comme Il Pungolo, L'illustrazione italiana, Marzocco, ce qui lui permet d'entrer en contact avec de grands noms comme Giovanni Verga ou Luigi Capuana, et elle intègre alors le mouvement du vérisme. En 1890, elle est l'une des fondatrices de la revue Vita intima, qui cesse de paraître l'année suivante. En 1918, une tumeur empêche Neera d'écrire, mais elle parvient à dicter ses mémoires avant sa mort, Una giovinezza del secolo XIX en français : « Une jeunesse du XIXe siècle », qui sont publiés à titre posthume en 1919.
Auteur prolifique et à succès, son thème de prédilection est la narration et l'analyse de la condition féminine en Italie. Elle accepte d'ailleurs dans ses écrits une position subordonnée de la femme. Elle se limite à invoquer la raison du cœur et la sensibilité féminine comme étant à l'origine de la réalité quotidienne peu avenante des femmes italiennes.

## Œuvres
- Un romanzo, Milan 1877
- Addio!, Milan 1877
- Vecchie catene, Milan 1878
- Novelle gaje, Milan 1879
- Un nido, Milan 1880
- Iride, Milan 1881
- Allodola mattutina, Milan 1881
- La prima lettera d'amore, Milan 1881
- Il castigo, Milan 1881
- La regaldina, Milan 1884
- Il marito dell'amica, Milan 1885
- Maura, Milan 1886
- Teresa, Milan 1886 (tr. fr. Thérèse, Hachette 1899 ; Teresa, Philippe Picquier 1991)
- Lydia, Milan 1888
- L'indomani, Milan 1889
- Il libro di mio figlio, Milan 1891
- Senio, Milan 1892
- Nel sogno, Milan 1893
- Voci della notte, Naples 1893
- La freccia del parto, ed altre novelle, Milan 1894
- Anima sola, Milan 1895
- L'amor platonico, Naples 1897
- L'amuleto, Milan 1897
- Fotografie matrimoniali, Catane1898
- Poesie, Milan 1898
- Battaglie per un'idea, Milan 1898
- Il secolo galante, Florence 1900
- La vecchia casa, Milan 1900
- La villa incantata, Livourne 1901
- Uomini, uomini, donne, donne, Florence 1903
- Una passione, Milan 1903
- Le idee di una donna, Milan 1904
- Conchiglie, Rome 1905
- Il romanzo della fortuna, Milan 1906
- Crevalcore, Milan 1907
- Il canzoniere della nonna, Milan 1908
- La conoscenza del fanciullo, Rome 1908
- Il libro di mio figlio, Milan 1909
- Memorie autobiografiche, Florence 1909
- Duello d'anime, Milan 1911
- La sottana del diavolo, Milan 1912
- Rogo d'amore, Milan 1914
- Crepuscoli di libertà, Milan 1917

à titre posthume
- Una giovinezza del secolo XIX, Milan 1919
- Poesie: edizione postuma per gli amici, Milan 1919
- Profili, impressioni e ricordi, Milan 1919
- Fiori, Florence 1921